# ケーテン (アンハルト)
座標: 北緯51度45分0秒 東経11度55分0秒 / 北緯51.75000度 東経11.91667度

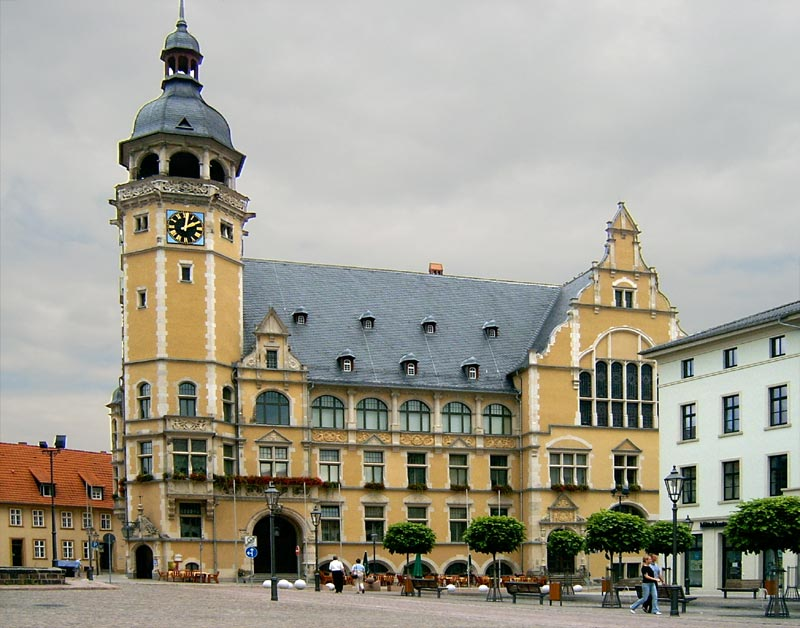
ケーテン (アンハルト)市庁舎

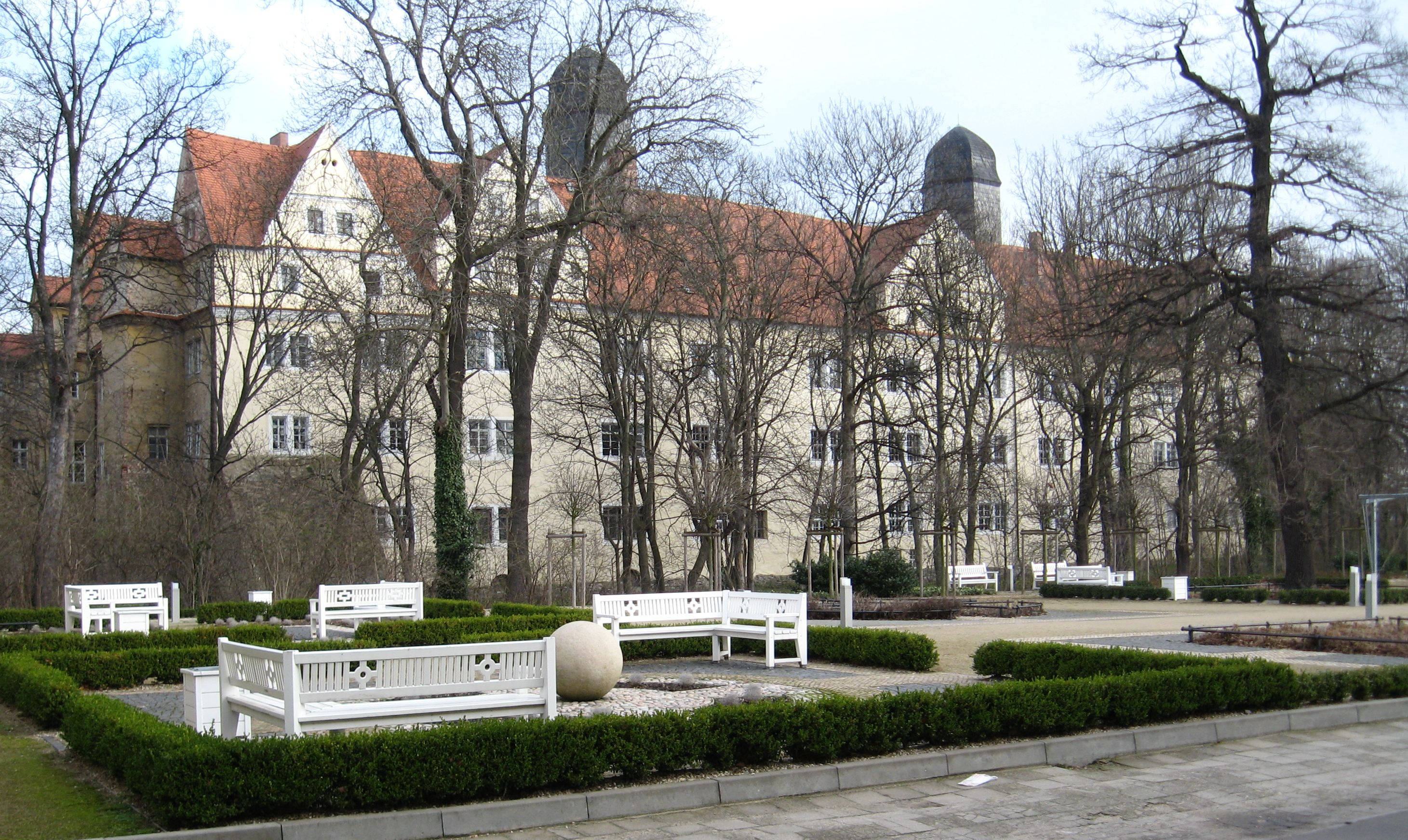
ケーテン城（Schloß Köthen）

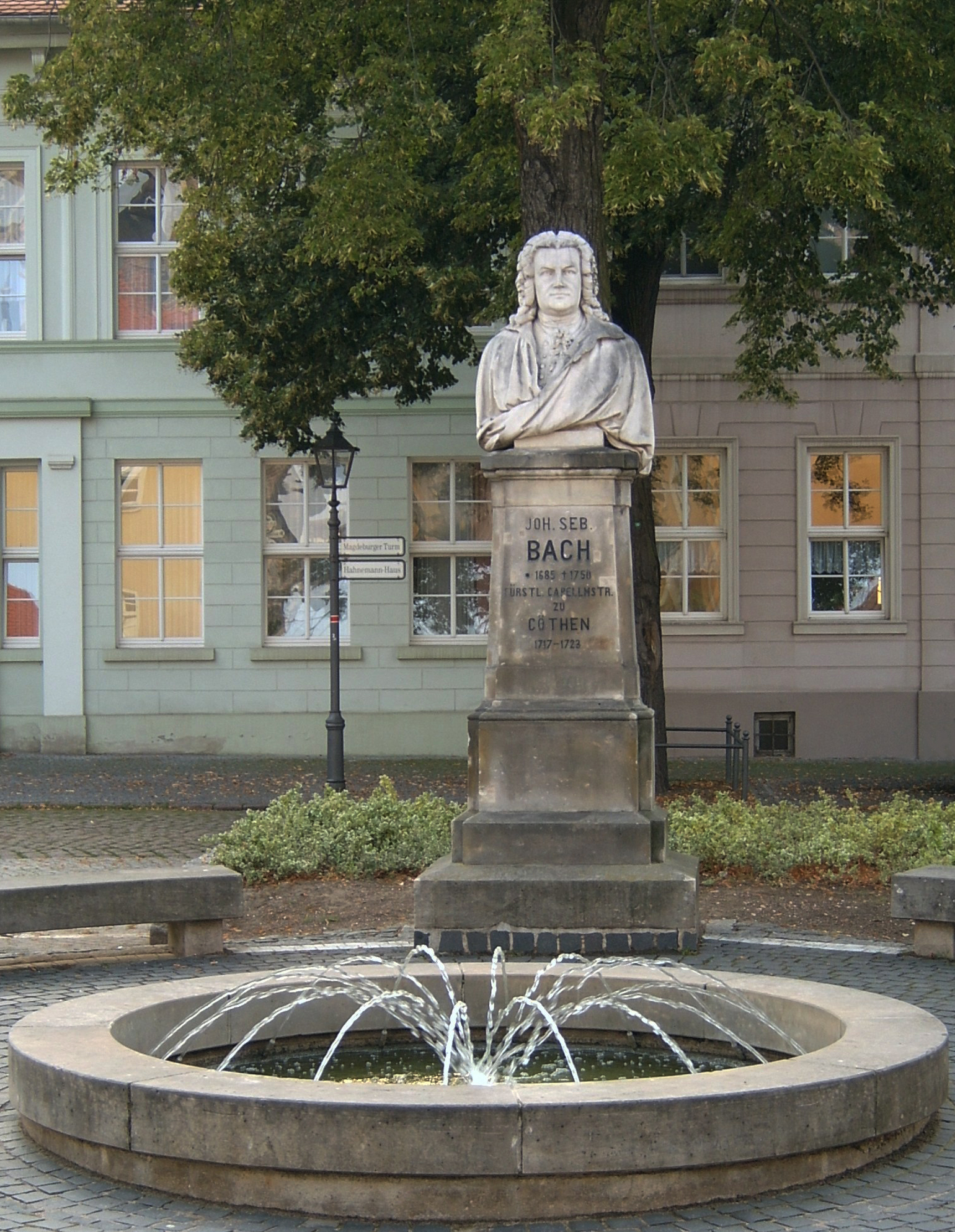
J.S.バッハ記念碑（バッハ広場）

ケーテン (アンハルト) (Köthen (Anhalt)) は、ドイツ連邦共和国ザクセン＝アンハルト州に属する郡市 (Kreisstadt)。人口は約25,000人。単にケーテンと表記されることも多い。

## 地勢
ハレ (ザーレ)の北約30kmに位置し、ザクセン州のライプツィヒからも北西約50kmに位置する。

## 歴史
古くは Coethen と綴られた。11世紀にスラブ語由来と思われるCothin、1200年頃の貨幣にKotene civitas、1450年の資料にstad Kothenの記述が見られる。アスカーニエン家が城を築いた場所「ケーテン」を家名に付けたアンハルト＝ケーテン家は1252年に生まれ、1307/19年に領地を拡大したが、1396年に 2 系統に分かれた。1570年にそれらはアンハルト侯ヨアヒム・エルンスト（Joachim Ernst）によって統合されたが、1603年に再び分家して新たにアンハルト＝ケーテン家が生まれた。アンハルト家は当初「伯」を称号としていたが、後には神聖ローマ帝国の帝国領邦の統治者としての「侯」となり、同国は1807年には公国に昇格するが、1847年に家系が断絶した。1847年にアンハルト＝ケーテンはデッサウのアンハルト＝デッサウ公国に併合され、後にドイツ帝国の構成国アンハルト公国の一部となった。第二次世界大戦後は、ソ連赤軍の占領を経て東ドイツに属した。1990年10月3日のドイツ再統一とともにザクセン＝アンハルト州が生まれた。

## 文化
1617年にアンハルト＝ケーテン侯ルートヴィヒがヴァイマル で設立した国語浄化運動の会 >Fruchtbringende Gesellschaft<（仮訳「実りをもたらす協会」）は、1629年以降活動の場をケーテンに移した。マルティーン・オーピッツ（Martin Opitz）やアンドレアス・グリューフィウス（Andreas Gryphius）等、17世紀ドイツ・バロックの重要な作家がこの協会の会員であった。 
作曲家ヨハン・ゼバスティアン・バッハが、1717年から1723年までアンハルト＝ケーテン侯レオポルトの下で宮廷楽長として仕えていたことで知られる。
侯家の信仰がカルヴァン派であり、17世紀から18世紀にかけてフランスからユグノー教徒の亡命を受け入れていたため、その宮廷はフランス文化の影響が大きかった。侯国時代に建てられたフランス・バロック風の領主宮殿 (Schloß Köthen) が現存し、博物館として公開されている。
ホメオパシーの創始者ザムエル・ハーネマン（Samuel Hahnemann；1755-1843）は1821年から1835年までこの地で初めて自分の理論に基づく医療行為を行った。

## 都市協定

### 姉妹都市
- ワットルロー（フランス）
- シェミャノヴィツェ・シロンスキェ（ポーランド）

### 友好関係
- ランゲンフェルト (ラインラント)（ドイツ語版）（ドイツ・ノルトライン＝ヴェストファーレン州）
- リューネブルク（ドイツ・ニーダーザクセン州）

## 引用
1. ↑  Statistisches Landesamt Sachsen-Anhalt, Bevölkerung der Gemeinden – Stand: 31. Dezember 2023
2. ↑  公式サイトの表記
3. 1 2   Dieter Berger: de:Duden, geographische Namen in Deutschland: Herkunft und Bedeutung  der Namen von Ländern, Städten, Bergen und Gewässern, Bibliographisches Institut, Mannheim/Wien/Zürich 1993 (ISBN 3-411-06251-7), S. 156.
4. ↑   Gerhard Köbler: Historisches Lexikon der deutschen Länder, 6. Aufl. München: Beck 1988 = Darmstadt: Wissenschaftliche Buchgesellschaft 1999, S. 16.
5. ↑  Lexikon des Mittelalters. Bd. I. München/Zürich: Artemis 1980 (ISBN 3-7608-8901-8), Sp. 641-642. - Gerhard Köbler: Historisches Lexikon der deutschen Länder, 6. Aufl. München: Beck 1988 = Darmstadt: Wissenschaftliche Buchgesellschaft 1999, S. 16-17.
6. ↑  Gerhard Köbler: Historisches Lexikon der deutschen Länder, 6. Aufl. München: Beck 1988 = Darmstadt: Wissenschaftliche Buchgesellschaft 1999, S. 14-15.
7. 1 2  Werner König: dtv-Atlas zur deutschen Sprache. Tafeln und Texte. München: Deutscher Taschenbuch Verlag, 1978 (ISBN 3-423-03025-9), S. 105.
8. 1 2   de:Baedeker: Deutschland. Ostfildern: Karl Baedeker 8.Aufl. 2005 (ISBN 3-8297-1079-8), S. 271.